# Los Olivos (Cabimas)
Los Olivos es uno de los sectores que forman la ciudad de Cabimas en el estado Zulia (Venezuela), pertenece a la parroquia Germán Ríos Linares.

## Ubicación
Los Olivos se encuentra entre los sectores Don Bosco al este (prolongación av 32), Francisco de Miranda al sur (carretera F), La Misión al oeste (av Intercomunal) y la laguna del Mene al norte.

## Zona residencial
Los Olivos cuenta con pocas calles entre la carretera F y la laguna del Mene, en él se encuentra una fábrica de bolsas plásticas y la sede de Petrocabimas, la asociación estratégica que maneja el campo La Rosa, curiosamente a pesar de estar lejos del lago y no tener conexión navegable con él, tiene astilleros para barcos. La laguna del Mene es poco profunda un metro en época de lluvias y se puede secar en verano, EL río Mene está conectado con la laguna y desemboca en el Lago de Maracaibo, algunos habitantes de Los Olivos y su barrio vecino Don Bosco se dedican a la pesca artesanal en la laguna del Mene.

## Cultura
El Barrio los olivos posee la plaza ´´virgen del carmen´´ ya que es la patrona del barrio la población cuenta más de 50 años realizando la procecion el día 16 de julio la cual recorre las calles del barrio Los Olivos y Francisco de miranda hasta llegar a la plaza.

## Vialidad y transporte
Las vías principales son la av Intercomunal y la carretera F, a la altura de los Olivos la carretera F tiene reductores de velocidad por la presencia de la Unidad Educativa Francisco de Miranda en el sector vecino, por la F pasan los carros de Cabimas - Maracaibo. Las calles propias de los Olivos están en mal estado y algunas son de tierra.

## Sitios de referencia
- Petrocabimas. Av Intercomunal, carretera F.